# L'Apprenti (film, 2006)
 (novembre 2024).
Pour les articles homonymes, voir L'Apprenti.
Pour plus de détails, voir Fiche technique et Distribution.
L'Apprenti est un drame polonais réalisé par Sławomir Fabicki, sorti en 2006.

## Fiche technique
- Titre : L'Apprenti
- Réalisation : Sławomir Fabicki
- Scénario : Sławomir Fabicki, Denijal Hasanović, Marek Pruchniewski
- Photographie : Bogumił Godfrejów
- Musique : O.S.T.R, DJ Wonter
- Costumes : Aneta Flis
- Montage : Jarosław Kamiński
- Producteur : Łukasz Dzięcioł, Piotr Dzięcioł
- Sociétés de production :
- Sociétés de distribution : Kino Świat
- Pays d'origine :  Pologne
- Langues : polonais
- Dates de sortie :
  -  Pologne : 17 novembre 2006
  -  France :

## Distribution
- Antoni Pawlicki – Wojtek
- Natalja Wdowina – Katia
- Jacek Braciak – Dariusz Gazda
- Dmytro Melnychuk – Andriej
- Antoni Gryzik – Gruby
- Grzegorz Stelmaszewski – Janek
- Tomasz Nowak – l'ami de Janek
- Marek Lipski
- Wiesław Kupczak
- Dimitrij Mielniczuk – Andrij
- Andrzej Jakubas
- Jowita Budnik – la femme de Gazda
- Jan Pyrlik – le fils de Gazda
- Karolina Tokarek – la fille de Gazda
- Wojciech Zieliński
- Michał Filipiak
- Daniel Furmaniak
- Maciej Wizner
- Dorota Kiełkowicz
- Julia Łysakowska
- Liwiusz Falak
- Jerzy Trela - le grand-père de Wojtek
- Dorota Pomykała
- Kacper Gaduła-Zawratyński
- Marek Bielecki
- Danuta Widuch-Jagielska
- Katarzyna Lęcznar
- Andrzej Mastalerz
- Marek Kasprzyk
- Adam Baumann
- Paweł Szołtysek
- Małgorzata Gadecka
- Eryk Lubos
- Olga Frycz
- Lidia Mróz
- Adam Ostrowski (O.S.T.R.) – rappeur

## Récompenses et distinctions
- Le film est proposé aux Oscar de 2007.
- International Film Festival Bratislava.
- Festival de Cannes.
- Festival du film polonais de Gdynia.
- Festival du film Nuits noires de Tallinn.
- Festival international du film de Thessalonique.
- Festival international du film de Varsovie.
- Zlín Film Festival.